# 6-те тисячоліття до н. е.

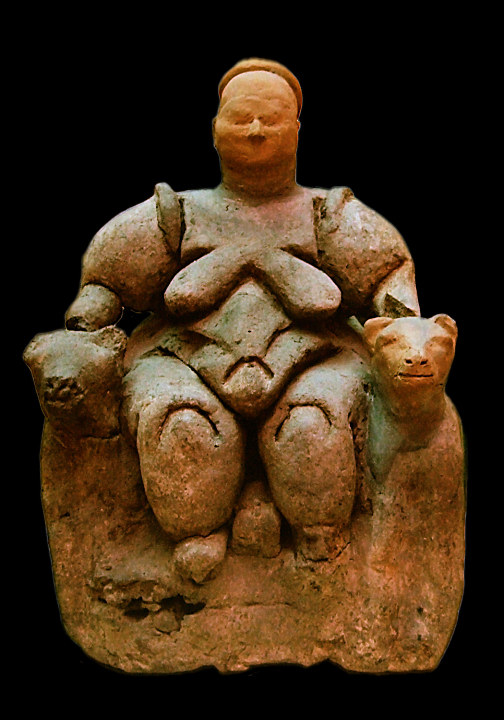
Богиня-Матір з Чатал-Гьоюк, Музей анатолійських цивілізацій

Шосте тисячоліття до н. е. (VI) — часовий проміжок з 6000 до 5001 до нашої ери.
Протягом 6-го тисячоліття до н. е. сільське господарство поширилося з Балкан в Італію та Східну Європу, а з Межиріччя — в Стародавній Єгипет. Населення світу зберігало стабільну чисельність на рівні близько 5 мільйонів осіб.
З'явилася рання трипільська культура.

## Кліматичні зміни

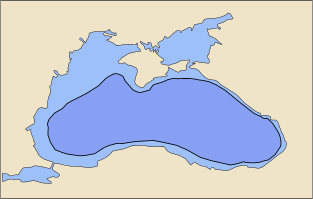
Чорне море в наш час (блакитний колір) і на початку VI тис. до н. е. відповідно до гіпотези Раяна-Пітмена

За теорією Чорноморського потопу, близько 5600 років до н. е. Чорне море наповнилося солоною водою (прорив проток Босфор та/або Дарданелли). Після прориву проток, у водойму влилося близько 12 500 км ³ солоної води, таким чином прісноводне внутрішнє озеро значно розширилося і перетворилося на море з солоною водою.
Близько 5500 — 5000 років до н. е. на місці Балтійського моря утворилося післяльодовикове Літоринове море.

## Події
- Бл. 5900 до н. е. — на Балканах формується доісторична культура Вінча.
- Бл. 5760 до н. е. — виверження вулкана Пюї-де-Дом у Франції.
- Бл. 5600 до н. е. — початок опустелювання Північної Африки, що з часом призвело до утворення пустелі Сахара. Можливо, цей процес змусив деякі автохтонні етоноси мігрувати в район Нілу на схід, що, як припускають, стало початком єгипетської цивілізації.
- Бл. 5600 до н. е. — т. зв. «Люди червоної фарби» (Red Paint People) оселилися в районі між нинішніми Лабрадором і штатом Нью-Йорк.
- Бл. 5500 до н. е. — на території Греції з'являються перші поселення землеробів.
- Бл. 5500 до н. е. — Культура Сіньле в Китаї.
- Бл. 5450 до н. е. — виверження вулкана Гекла в Ісландії.
- Бл. 5400 до н. е. — іригація в Месопотамії.
- Бл. 5200 до н. е. — перші поселення на Мальті.
- Бл. 5000 до н.е. — Культура Хемуду в Китаї.

## Винаходи та відкриття

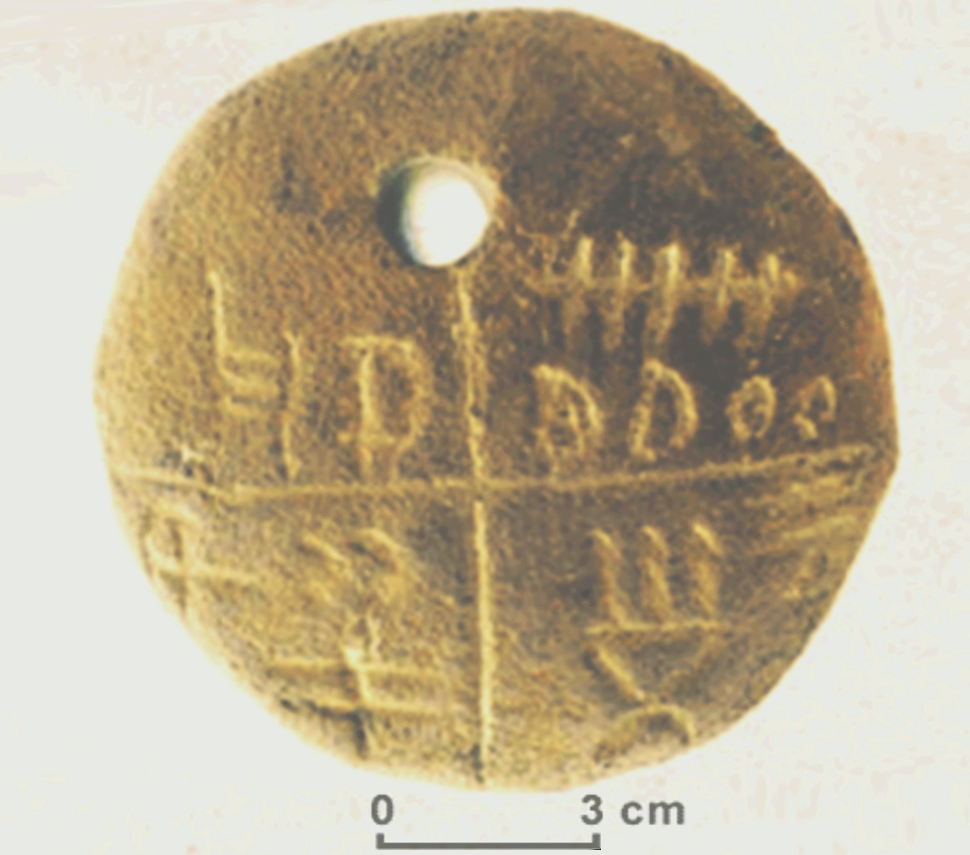
Тертерійський амулет, бл. 5300 років до н. е.

- Бл. 6000 до н. е. — початок селекції овець для отримання вовни[1] на території сучасного Ірану.
- Бл. 5500 до н. е. — найбільш ранні свідчення виплавки міді, включно з мідними сокирами, що належать до культури Вінча[2].
- Бл. 5500 до н. е. — найдавніші свідчення виробництва сиру, Польща[3].
- Бл. 5300 до н. е. — Тертерійські таблички (Румунія), що містять написи, які деякі дослідники відносять до «дунайського протописьма».
- Поява землеробства в долині Нілу.
- Вирощування рису в Азії.
- Винайдення цегли в Персії.
- Вино винайдено в Персії та Грузії[4].
- Кам'яні та металеві артефакти, плетені, гончарні та ткані вироби (Африка)
- Мертвих ховають в зародковому положенні, в оточенні похоронного приладдя та артефактів, обличчям на захід (Африка)
- Прикрашені глиняні глечики та вази з чорним верхом; кістяні гребінці, статуетки, прикраси та посуд цієї епохи виявлено у великій кількості в Африці.
- Організовані постійні поселення навколо районів землеробства (Африка).

## Культура

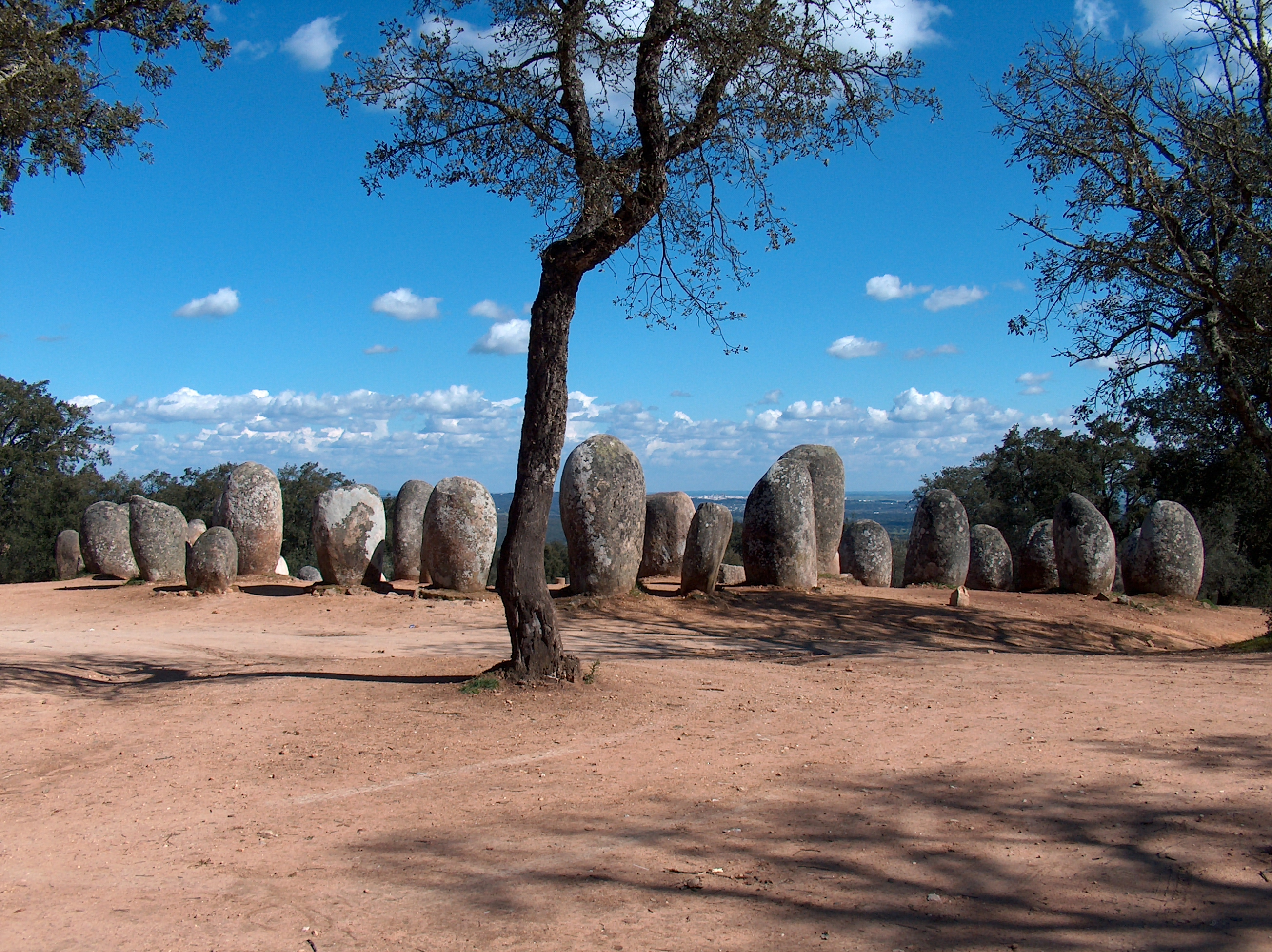
Вид на комплекс Алмендреш

- Бл. 6000 до н. е. — Скульптура Богині-Матері з Чатал-Гуюк, Туреччина.
- Бл. 6000 до н. е. — Початок спорудження мегалітичного комплексу Алмендреш[5], Португалія. Це найбільше скупчення менгірів на Іберійському півострові і одне з найбільших в Європі.

## Міфічні події
- 25 травня 5493 до н. е. — день створення світу, від якого вела літочислення олександрійська хронологія.
- 5509/5508 до н. е. — рік створення світу в так званій «візантійської ері». Ця ера до 1700 використовувалася в Київській Русі як основа офіційного літочислення.